# (6440) Ransome
(6440) Ransome (1988 RA2) – planetoida z pasa głównego asteroid okrążająca Słońce w ciągu 3,85 lat w średniej odległości 2,46 j.a. Odkryta 8 września 1988 roku.